# Phymanthus
Genre
Phymanthus est un genre d'anémones de mer de la famille des Phymanthidae.

## Liste des espèces
Selon Catalogue of Life (25 octobre 2016) :
- Phymanthus buitendijki Pax, 1924
- Phymanthus coeruleus (Quoy & Gaimard, 1833)
- Phymanthus crucifer (Le Sueur, 1817)
- Phymanthus laevis Kwietniewski, 1898
- Phymanthus loligo (Hemprich & Ehrenberg in Ehrenberg, 1834)
- Phymanthus muscosus Haddon & Shackleton, 1893
- Phymanthus pinnulatum Klunzinger, 1877
- Phymanthus pulcher (Andres, 1883)
- Phymanthus rhizophorae (Mitchell, 1890)
- Phymanthus sansibaricus Carlgren, 1900
- Phymanthus strandesi Carlgren, 1900

Selon BioLib (25 octobre 2016) et World Register of Marine Species (25 octobre 2016) il existe également les espèces suivantes :
- Phymanthus canous Corrêa, 1964
- Phymanthus kamati Den Hartog & Vennam, 1993